# Маристела (Кремона)
Маристела је насеље у Италији у округу Кремона, региону Ломбардија.
Према процени из 2011. у насељу је живело 898 становника. Насеље се налази на надморској висини од 44 м.